# Säyneis

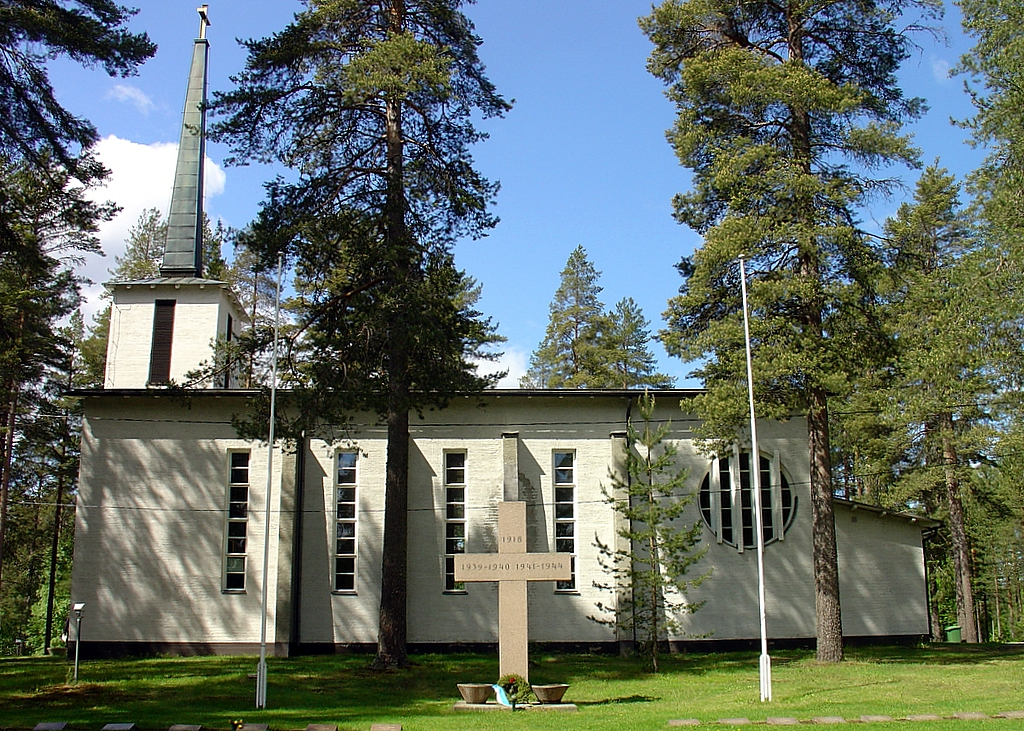
Säyneinens kyrka.

Säyneinen eller Säyneis (finska: Säyneinen) är en ort och före detta kommun i landskapet Norra Savolax i Finland. 1960 hade Säyneinen 2 817 invånare.
Säyneinens kommun grundades 1924. 1 januari 1971 sammanslogs kommunerna Juankoski, Muuruvesi och Säyneinen till en ny kommun med namnet Juankoski. 2017 införlivades Juankoski med Kuopio kommun. Säyneinen var enspråkigt finskt.
Säyneinen har ett lokalt historiskt museum, idrottsplats, ishall, apotek, kyrka, ungdomsklubb och en friluftsplats. Det fanns en grundskola i Säyneinen fram till sommaren 2015.

## Kyrka
Säyneinens kyrka ritades av Sakari Honkavaara och Esko Suhonen. Den byggdes mellan 1939 och 1940. Kyrkan representerar den romantiska stilen från 1940-talets funktionalism och rymmer 350 besökare. 2002 återställde det gamla altarbordet. Det finns också en församlingslokal i kyrkobyggnaden.